# Брызгин, Константин Викторович
Константин Викторович Брызгин (род. 21 августа 1978, Петропавловск-Камчатский, Камчатская область, РСФСР, СССР) — российский политический деятель, глава города Петропавловск-Камчатский с 8 апреля 2020 по 19 сентября 2024 года. Заместитель Главы администрации Петропавловск-Камчатского городского округа, руководитель Управления делами администрации Петропавловск-Камчатского городского округа. Председатель Контрольно-счетной палаты Камчатского края с 5 ноября 2024 года.  

## Биография
Родился в 1978 году в Петропавловск-Камчатском.
С 2000 года по 2007 год работал на различных должностях в организациях, связанных с осуществлением государственной регистрации прав на недвижимое имущество и сделок с ним.
В 2007 году окончил Московский государственный университет сервиса по специальности «Юриспруденция», получил квалификацию юрист.
В 2008—2013 годах работал на руководящих должностях в ОАО «Единая городская недвижимость».
В ноябре 2013 года был назначен генеральным директором ОАО «Дирекция по эксплуатации зданий».
26 ноября 2014 года стал заместителем Главы администрации Петропавловск-Камчатского городского округа, руководителем Управления делами администрации Петропавловск-Камчатского городского округа.
27 ноября 2019 года на внеочередной 25-й сессии Городского совета Петропавловска-Камчатского депутаты рассмотрели заявление о досрочном прекращении полномочий Главы Петропавловска Виталия Иваненко, временно исполняющим обязанности был назначен Константин Викторович Брызгин.
8 апреля 2020 года на сессии городской думы Петропавловск-Камчатского депутаты 26 голосами из 29 избрали Брызгина мэром города. Торжественная церемония инаугурации нового главы Петропавловска-Камчатского состоялась 10 апреля 2020 года. Врио губернатора Камчатского края передал Брызгину символический ключ от города, а также должностной знак главы Петропавловска-Камчатского. Согласно Уставу города Петропавловска-Камчатского Константин Брызгин будет руководить администрацией города в течение 5 лет (2020—2025).
16 сентября 2024 года Брызгин объявил о досрочном прекращении полномочий главы города Петропавловск-Камчатский с 19 сентября. Исполняющим обязанности главы назначен Евгений Беляев.
С 5 ноября 2024 года является  председателем Контрольно-счетной палаты Камчатского края.

## Личная жизнь
Женат. Воспитывает двоих детей.